# Krokom
Krokom er en by i Jämtland i Jämtlands län i Sverige. Den er administrationsby i Krokoms kommun, og i 2010 havde byen 2.277 indbyggere. Krokom ligger ved Indalsälven ca. 20 kilometer nordvest for Östersund ved Europavej E14; Byen har station på jernbanen  Mittbanan, der går fra  Sundsvall via Östersund til Trondheim i Norge.